# Oulun Palloseura
Oulun Palloseura (Uleåborgs Bollklubb), även OPS Oulu, är en finländsk idrottsklubb från Uleåborg. OPS bildades 1927, och har lag i fotboll, bandy, och bowling.

## Bandy
OPS är mest känt för sitt bandylag som spelar i högsta serien, Bandyligan, och har blivit nationella mästare ett flertal gånger. Det senaste FM-guldet hämtades hem 1964.

### Finska bandymästare
- 1953
- 1956
- 1960
- 1961
- 1962
- 1963
- 1964

## Fotboll
Oulun Palloseuras representationlag i fotboll spelar i den tredje högsta serien, Kakkonen. Oulun Palloseuras fotbollslag hade redan slutat, men det kom tillbaka 2006 när det fick FC Dreevers plats i Kakkonen. Klubben har tidigare varit framgångsrik i fotboll och blev finländska mästare i denna sport 1979 och 1980. Klubben har också spelat i finländska huvudserien i fotboll åtta säsonger.
Detta innebär att laget även spelat i Europacupen, där man emellertid varit mindre framgångsrik. I båda fallen blev klubben utslagen av Liverpool FC i första omgången, 1980 med resultaten 1-1 i Uleåborg och där var 14 000 åskådare som också är publikrekord, 1-10 och 1981 med resultaten 0-1, 0-7.  